# Neolasia yucatanensis
Neolasia yucatanensis är en tvåvingeart som först beskrevs av Joseph Charles Bequaert 1931.  Neolasia yucatanensis ingår i släktet Neolasia och familjen kulflugor. Inga underarter finns listade i Catalogue of Life.